# Velîka Ilovîțea, Șumsk
Velîka Ilovîțea (în ucraineană Велика Іловиця) este localitatea de reședință a comunei Velîka Ilovîțea din raionul Șumsk, regiunea Ternopil, Ucraina.

## Demografie
Componența lingvistică a localității Velîka Ilovîțea
     Ucraineană (99,73%)
     Alte limbi (0,27%)
Conform recensământului din 2001, majoritatea populației localității Velîka Ilovîțea era vorbitoare de ucraineană (99,73%), existând în minoritate și vorbitori de alte limbi.